# Maronia-Sapes
Maronia-Sapes (tiếng Hy Lạp: ?) là một khu tự quản ở vùng Đông Makedonías-Thrace, Hy Lạp. Khu tự quản Maronia-Sapes có diện tích 642 kilômét vuông, dân số theo điều tra ngày 18 tháng 3 năm 2001 là 16626 người.